# Henricus Mansvelt
Henricus Mansvelt ('s-Hertogenbosch, 20 februari 1852 – Breda, 25 maart 1938) was een Nederlands handboogschutter.
Mansvelt was een van de zes Nederlandse deelnemers aan het boogschieten op de Olympische Spelen in Parijs (1900). Hij schoot op het onderdeel 'sur la perche à la Herse' en werd in de eerste ronde uitgeschakeld.